# Parc Zhongshan (Shanghai)

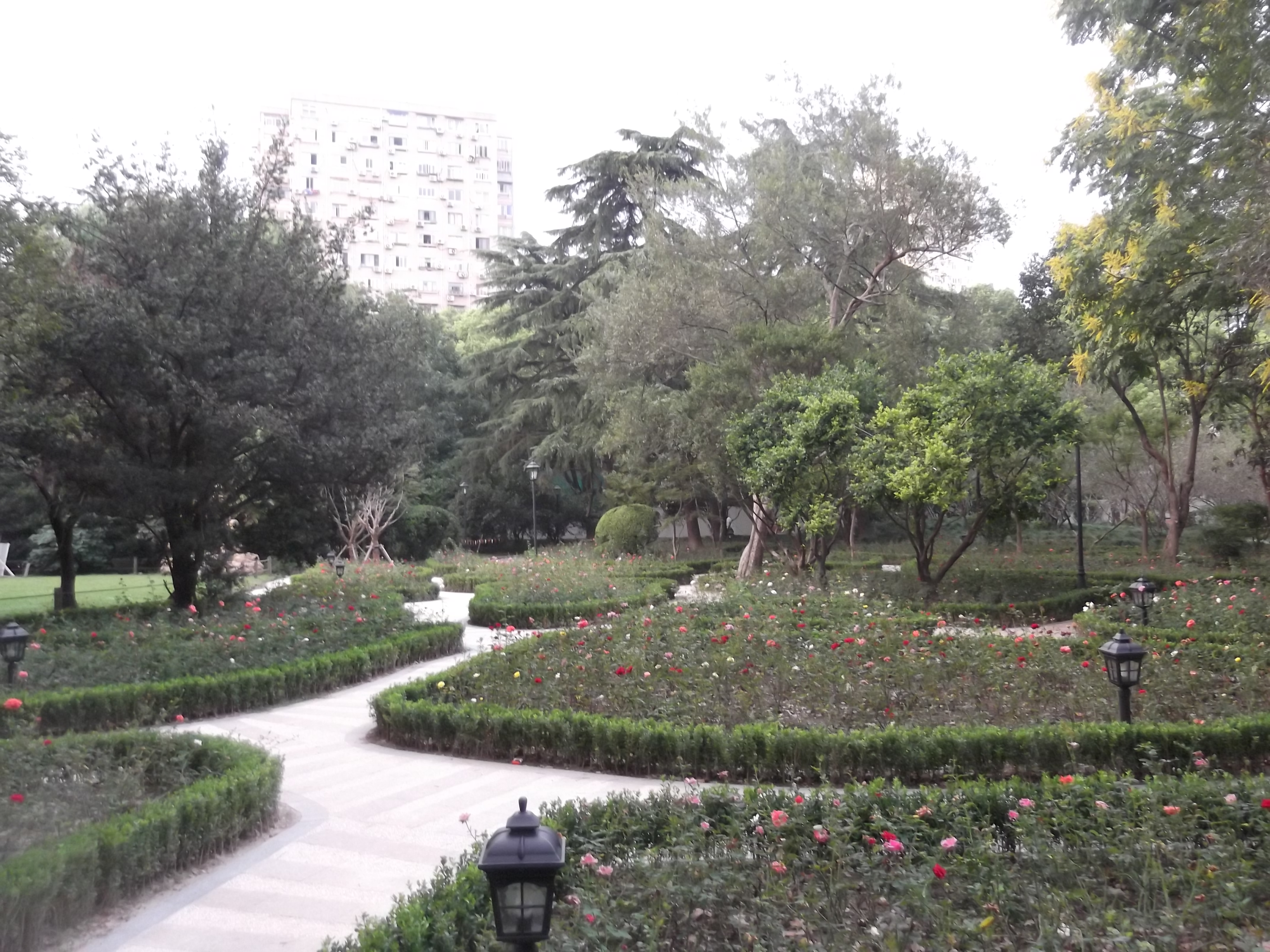
Parc Zhongshan.

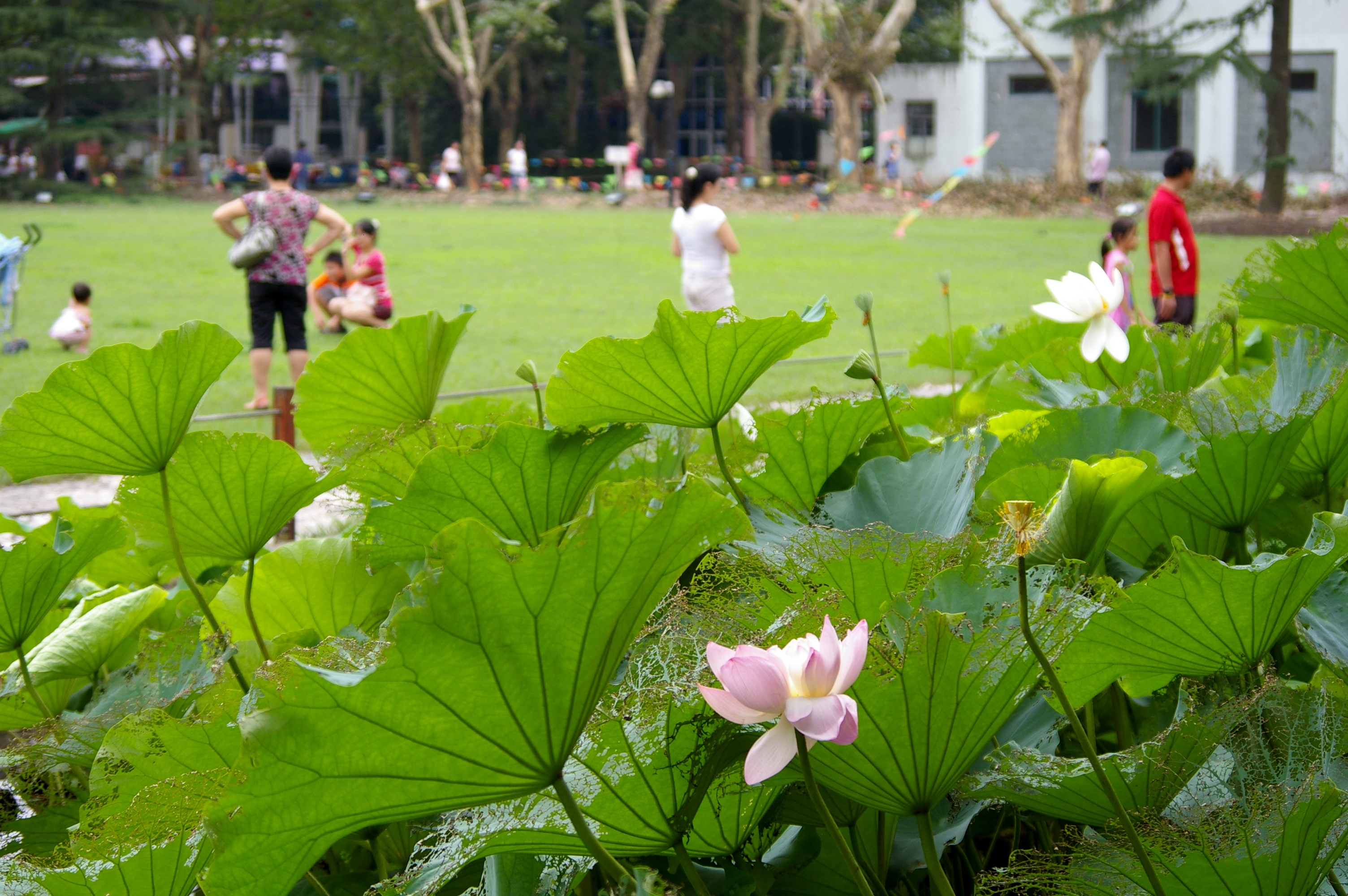
Fleurs de Lotus dans le parc de Zhongshan.

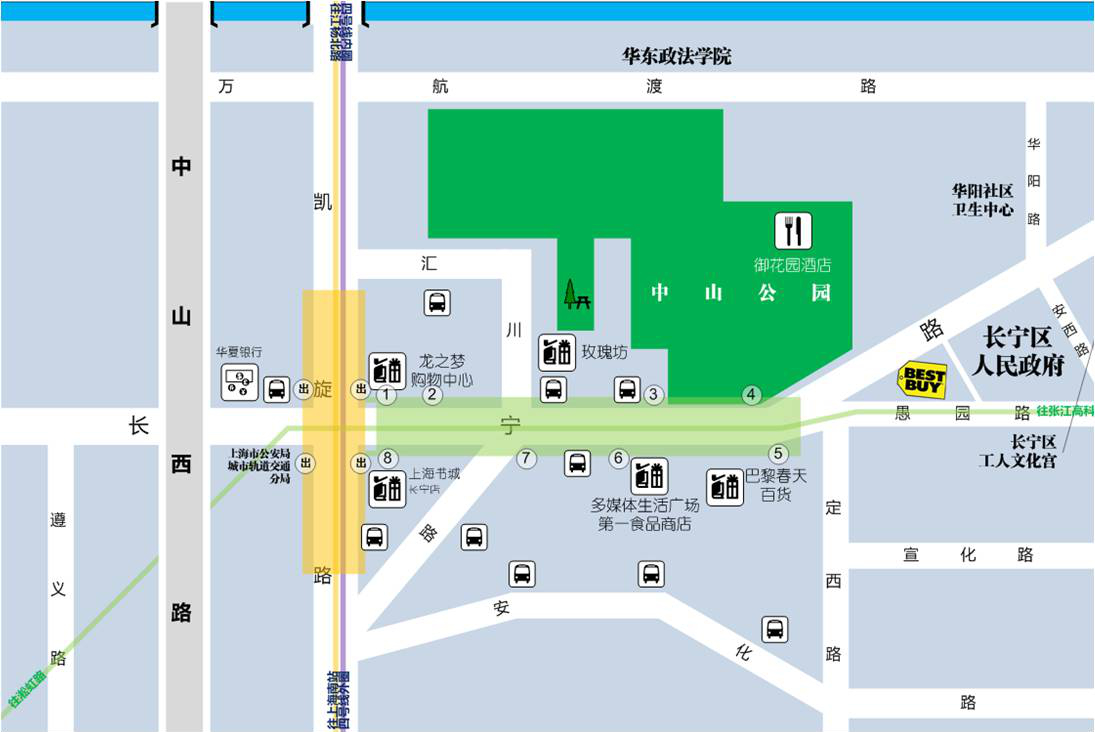
Carte du parc Zhongshan (marqué en vert) et de la zone environnante.

Le parc Zhongshan  (Chinois simplifié: 中山公园, Chinois traditionnel: 中山公園, Pinyin: Zhōngshān Gōngyuán, Shanghaïen: Tsonsae Gonyu), anciennement appelé "Jessfield Parc" en anglais et Zhaofeng Parc ((zh)), est un parc à Shanghai, en Chine. Le parc a une large collection d'arbres et de fleurs. Les visiteurs font voler des cerfs-volants et jouent ou font du sport sur de grandes pelouses.

## Emplacement
Le parc est situé dans le district de Changning. La rivière Suzhou ainsi que l'Université de Chine Orientale de la Politique et le Droit sont situées au nord du parc. Il y a un des plus grands centres commerciaux de Shanghai surplombé d'un grand gratte-ciel, Cloud Nine, au sud-ouest du parc.

## Histoire
Le parc a été créé en 1914 par le conseil municipal de Shanghai avec pour nom Jessfield Park. Auparavant c'était un jardin privé détenu par H. Fogg, un promoteur immobilier britannique. Il a été rebaptisé en l'honneur du Dr Sun Yat-sen en 1944.

## Transport
Le parc peut être atteint via la ligne 2 du métro de Shanghai, la ligne 3 ou la ligne 4 à la station de métro Zhonghan Park. Le parc est au nord-ouest de la station.